# Joan Sales
Joan Sales i Vallès (Barcelona, 19 de noviembre de 1912 - Ib,  12 de noviembre de 1983) fue un escritor, poeta, traductor y editor en catalán, considerado uno de los autores de referencia de la literatura catalana del siglo XX. Su obra más conocida es la novela Incierta gloria con la que obtuvo el Premio Joanot Martorell de 1955.

## Trayectoria
Como editor fundó –junto a su esposa, Núria Folch i Pi– el Club Editor, editorial que publicó por vez primera La plaza del Diamante de Mercè Rodoreda y Bearn de Llorenç Villalonga, entre otras obras emblemáticas. Fue promotor de la revista Quaderns de l'exili, editada en México. Combatió en la Guerra Civil en el bando republicano, siendo alférez de la Escola de Guerra de la Generalidad de Cataluña. Militante comunista en sus años universitarios, en su abrazo el existencialismo católico y fue un tenaz activista del catalanismo. Tradujo al catalán a Dostoievski, a Nicos Kazantzakis y a François Mauriac. Manifesto: "La guerra ha sido para mi la gran experiencia de mi vida, lo que más me ha interesado, lo que más me ha apasionado. El escritor debe constituirse en testimonio de la verdad". Le fue concedida la Cruz de Sant Jordi en 1982.

## Obras
- 1950 Rondalles escollides de Guimerà, Casaponce i Alcover (ilustraciones de Elvira Elias)
- 1951 Rondalles gironines i valencianes (ilustraciones de Elvira Elias)
- 1952 Rondalles d'ahir i avui (ilustraciones de Montserrat Casanova)
- 1952 Viatge d'un moribund
- 1953 Rondalles escollides de Ramon Llull, Mistral i Verdaguer (ilustraciones de Elvira Elias, prólogo de Carles Riba)
- 1956 Incerta Glòria
- 1969 Incerta Glòria (sin censura, revisada y ampliada)
- 1972 En Tirant lo Blanc a Grècia, òpera bufa
- 1976 Cartes a Màrius Torres
- 1983 El vent de nit
- 1986 Cartes de la guerra

## Premios literarios
- 1955 Premio Joanot Martorell por Incerta Glòria